# Гушуляк Михай
Гушуляк Михай (Mihail Gușuleac) 12 жовтня 1887 — 11 вересня 1960 — румунський ботанік і діяч охорони природи, член-кореспондент Румунської Академії Наук М. Гушуляк народився в 1887 р. в селищі Луковіце близько Чернівців. Навчався в Чернівецькій гімназії, закінчив Чернівецький університет в 1911 р., отримавши диплом бакалавра з природознавства. Захистив докторську дисертацію в 1919 р., підвищував свою кваліфікацію в університетах Відня і Праги. З 1918 р. став професором ботаніки Чернівецького університету, завідував ботанічним садом Чернівецького університету. У 1937 р. був обраний членом-кореспондентом Румунської Академії наук. М. Гушуляку належить гербарій, який зараз є одним з найбільших в Румунії.

## Науковий доробок
М. Гушуляк по праву вважається піонером охорони природи Буковини. У 1921 р. він звернувся в органи Румунії щодо проведення аграрної реформи про заповідання і виділення Чернівецькому університету трьох природних об'єктів. Один з них, біля села Боянчук Заставнівського району, знаходиться на території нинішньої Чернівецької області та є першим заповідним об'єктом в цій області. Ще два ботанічних об'єкти за пропозицією М. Гушуляка були заповідані в Чернівецькій області в 1930 р.
У 1940 р., коли Північна Буковина була приєднана до України, М. Гушуляк, як і багато інших румунських вчених, переїхав із Чернівців до Бухаресту, де став працювати в місцевому університеті та ботанічному саду. М. Гушуляк — один з авторів 12-томної фундаментальної праці «Флора Румунії», одного з найкращих в Європі.
Помер вчений у 1960 р.